# Шарівка (станція)
Ша́рівка — проміжна залізнична станція Знам'янської дирекції Одеської залізниці.
Розташована в селі Шарівка Олександрійського району Кіровоградської області на лінії Знам'янка — Долинська між станціями Медерове (12 км) та Куцівка (14,5 км).

## Історія
Станція була відкрита на лінії Знам'янка-Пасажирська — Долинська в 1873 році.